# 湖西警察署
湖西警察署（こさいけいさつしょ）は、静岡県警察が管轄とする警察署。管轄区域は湖西市の全域（2007年3月までは舞阪町も管轄していた。）。

## 概要
1954年7月1日、新居警察署（あらいけいさつしょ）として当時の浜名郡新居町新居に静岡県警察が設置。この地域では、湖西町時代から当警察署の管轄だった名残で、現在に至るまで当警察署の管轄である（湖西市内の旧5か町村が合併して「湖西町」になる前もこの地域は当警察署の管轄だった。）。
2010年（平成22年）3月23日、湖西市が新居町を編入したのに伴い同日、「湖西警察署」へ名称を変更した。これは、静岡県警の警察署で名称変更したのは2006年4月の牧之原警察署以来4年ぶりのことである。また、2021年3月22日からは、前所在地の庁舎の老朽化が進んでいた事と津波浸水が懸念されていた事から新築移転し、現在の所在地で業務開始している。

## 沿革
- 1954年7月1日 - 静岡県警察が警察法の制定に依り、当時の浜名郡新居町新居1311番地の2に「新居警察署」として設置。廃止された国家地方警察静岡県本部西浜名地区警察署の庁舎を使用。設置当初の管轄区域は、浜名郡のうち、新居町、舞阪町、鷲津町、白須賀町、新所村、入出村、知波田村の4町3村。鷲津町警部派出所、舞阪町警部派出所、新所村新所原巡査部長派出所、白須賀町白須賀巡査駐在所、同元町巡査駐在所、入出村巡査駐在所、新所村新所巡査駐在所、知波田村巡査駐在所、新居町新弁天巡査駐在所、鷲津町吉美巡査駐在所、同市場巡査駐在所を設置[3]。
- 1954年11月1日 - 警務課、刑事課、警備課、交通課の4課を設置（静岡県警察署課別組織に関する訓令による）[4]。
- 1955年3月25日 - 浜名郡新居町新居3880番地の268に庁舎新築移転[3]。
- 1955年4月1日 - 鷲津町、白須賀町、新所村、入出村、知波田村が合併し、湖西町発足。管轄区域は3町となる。鷲津町警部派出所を湖西町警部派出所と改称[5]。
- 1956年3月27日 - 湖西町警部派出所を湖西町警部補派出所に格下げ。市場巡査駐在所を廃止[5]。
- 1967年4月1日 - 湖西町警部補派出所を湖西町幹部警察官派出所と改称[5]。
- 1972年1月1日 - 湖西町が市制施行して湖西市となり、管轄区域は1市2町となる。湖西町幹部警察官派出所を湖西市幹部警察官派出所と改称
- 1975年4月1日 - 会計室を会計課に改称[4]。
- 1979年7月31日 - 庁舎新築[4]。
- 1992年8月1日 - 外勤課を地域課に改称[4]。
- 1993年4月1日 - 刑事課を分割し、刑事課と防犯少年課を設置[4]。
- 1994年7月1日 - 警察法改正に伴い、「派出所」を「交番」に改称[4]。
- 1994年11月1日 - 防犯少年課を生活安全課に改称[4]。
- 2005年7月1日 - 舞阪町の浜松市編入により、管轄区域が湖西市、新居町及び浜松市の一部（旧舞阪町）となる。
- 2007年4月1日 - 浜松市西区舞阪町（現・同市中央区舞阪町）が浜松中央警察署（2019年4月からは浜松西警察署）の管轄地域となり同署の管轄区域から外れる。白須賀警察官駐在所を白須賀交番に変更。
- 2008年 - 庁舎耐震工事施工。
- 2010年3月23日 - 新居町が湖西市に編入された事に伴い、「湖西警察署」と名称変更。管轄区域は湖西市のみとなる。湖西市交番を鷲津駅前交番に改称。
- 2013年4月1日 - 知波田警察官駐在所、入出警察官駐在所、新所警察官駐在所を統合し、知波田交番を設置。
- 2020年10月2日 -  新居町交番設置。
- 2021年3月22日 -  庁舎が鷲津地区の古見の湖西市民会館跡地に移転される。
- 2022年 - 新居警察署時代からの旧警察署庁舎が取り壊され、取り壊し後は隣接するイオインダストリー（自動車部品メーカー）の駐車場となった。

## 所在地
- 静岡県湖西市古見1035番地の1

## 管轄区域
- 湖西市

## 交番
- 新居町交番（新居町中之郷、新居町新居・新居町内山の一部・新居町中之郷・新居町浜名の一部を管轄、2020年10月2日開設[6]）
- 白須賀交番（白須賀、白須賀地区・新居地区の一部を管轄）
- 新所原駅前交番（新所原三丁目、岡崎地区・新所地区・白須賀地区の一部を管轄）
- 知波田交番（太田、新所・入出・知波田地区を管轄）
- 鷲津駅前交番（鷲津、鷲津地区の全域を管轄）[7]

## 移転問題

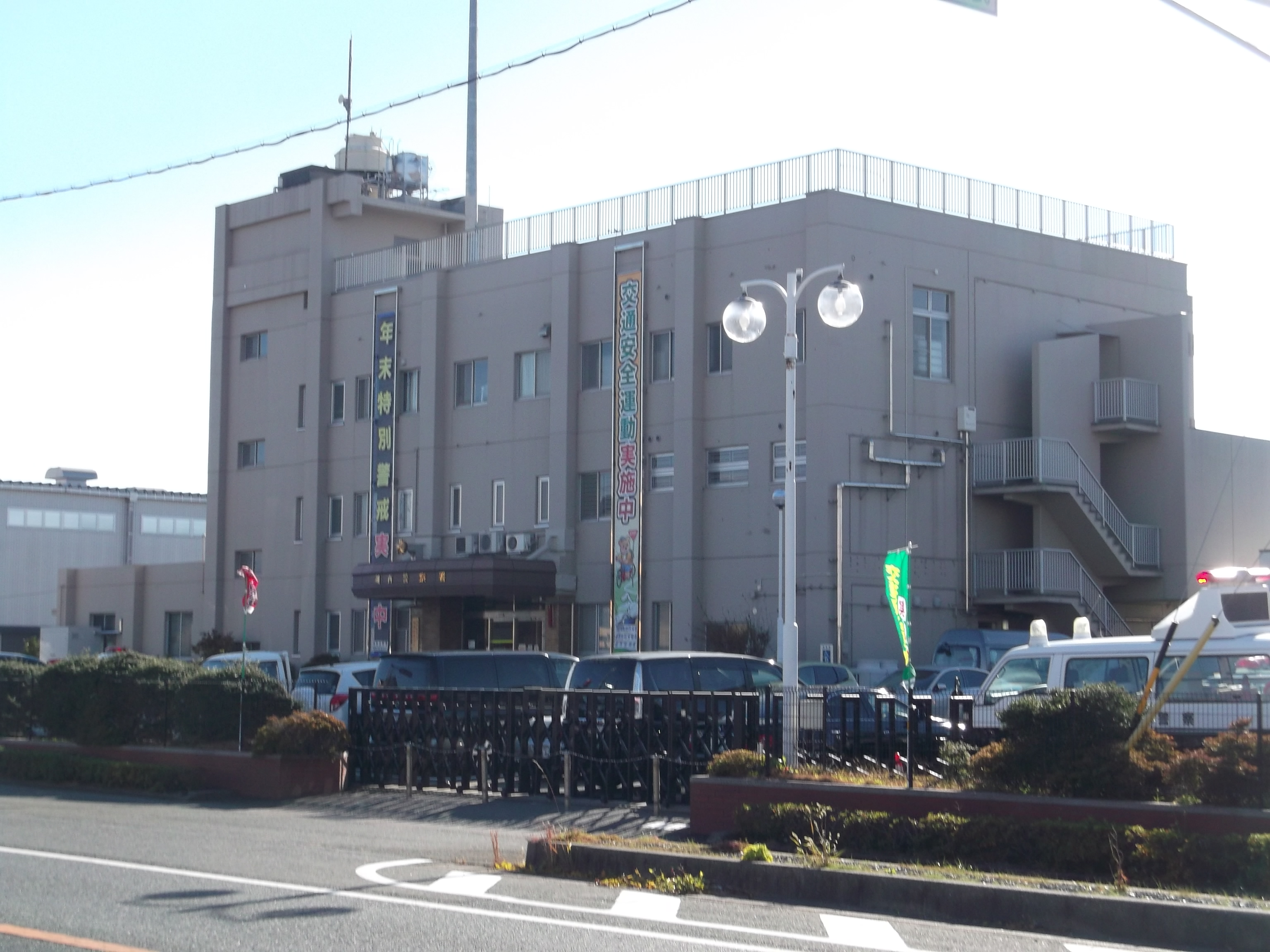
2021年3月迄の旧庁舎。2022年8月に取り壊し済み。

新居警察署時代から引き続き本署が立地していた新居地区は津波浸水区域であり災害時に対応できない恐れがあり、加えて、警察署庁舎の老朽化も進んでいた事から、2017年（平成29年）に本格的に移転を検討し始めた。老朽化と津波浸水問題の解消を図るため、2021年（令和3年）の完成を目標に鷲津地区の湖西市古見の旧湖西市民会館跡地（2018年に取り壊し済み）への移転新築の工事が2019年（令和元年）10月に着工、同署の新庁舎は2021年1月に完成され、同年3月22日から業務開始している。新居地区には本署移転を見越して、2020年（令和2年）10月に新居町交番が改めて設置された。

## 主な事件
- 湖西市大知波地先の殺人事件（被疑者2名は国際手配されており、まだ逮捕されていない。）[8]
- 市内北部の宿泊施設の大規模猥褻パーティー事件（2022年6月）
- 湖西市新居町中之郷地先の浜名湖岸男子高校生殺人事件（2024年2月、所謂「浜名湖高校生殺人事件」）